# سیامک اطلسی
عزت اطلسی‌فر (زادهٔ ۴ تیر ۱۳۱۵ – درگذشتهٔ ۴ مهر ۱۴۰۰) که با نام سیامک اطلسی شناخته می‌شد، بازیگر و دوبلور ایرانی بود.

## تحصیلات و فعالیت هنری
وی که دارای مدرک دیپلم بود از سال ۱۳۴۳ از طریق انجمن گویندگان کار هنری خود را آغاز و فعالیت سینمایی را سال ۱۳۵۰ با بازی در فیلم سینمایی مردان خشن به کارگردانی صابر رهبر آغاز کرد.

## درگذشت

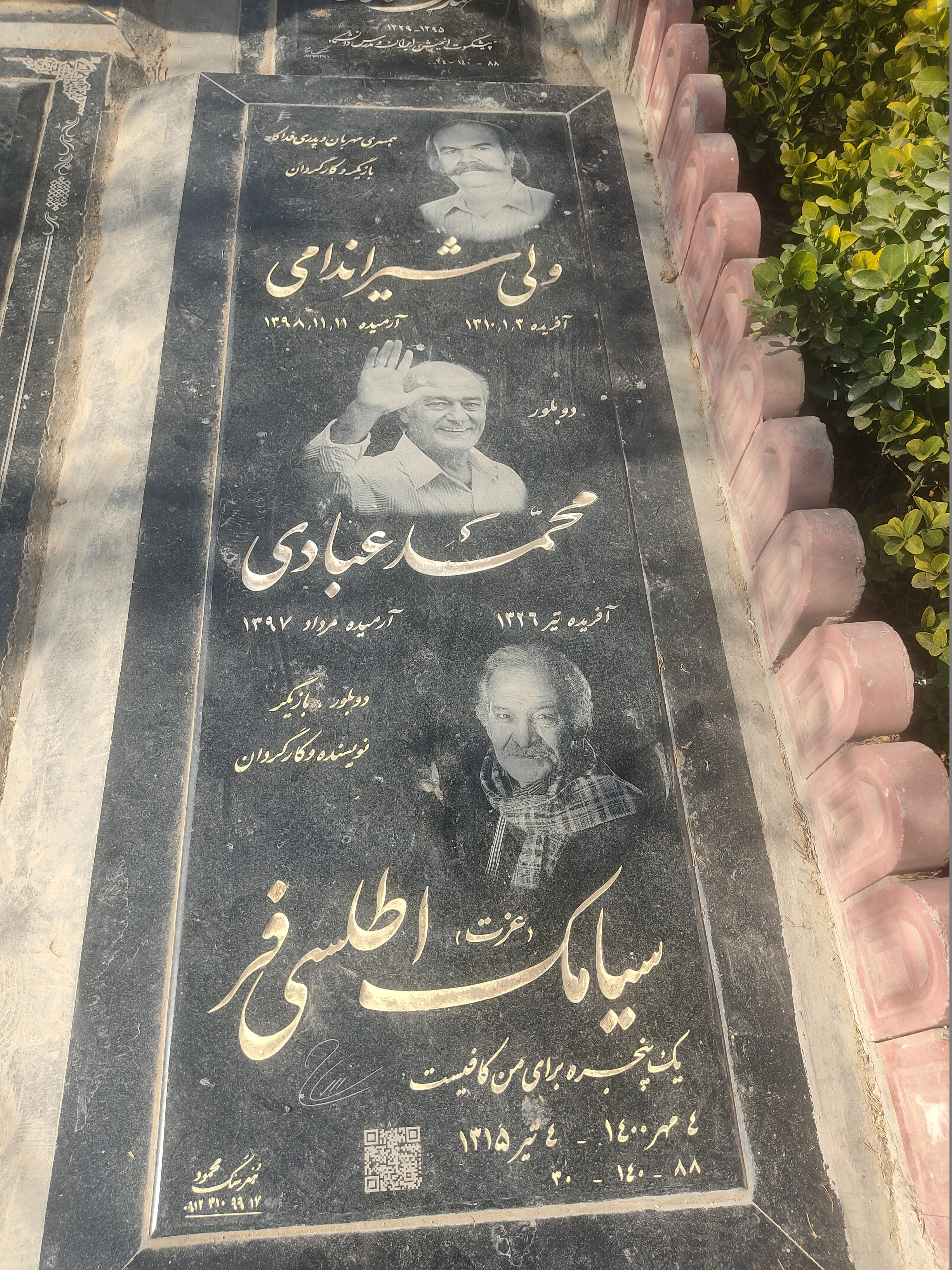
قبر سیامک اطلسی در قطعه هنرمندان بهشت زهرا

او با وجود تزریق واکسن کرونا به کووید ۱۹ دچار شد و سرانجام در ۴ مهر ۱۴۰۰ در بیمارستان فرمانیه تهران درگذشت.
او در روز ۶ مهر ۱۴۰۰ در قطعه هنرمندان بهشت زهرا به خاک سپرده شد.

## فیلم‌شناسی

### نویسنده
- عشق و خشونت (۱۳۵۶)
- انفجار (۱۳۵۹)
- در انتظار شیطان (۱۳۶۶)

### کارگردان
- راز شب بارانی (۱۳۷۹)
- سفر پرماجرا (۱۳۷۴)
- مشت (۱۳۶۳)
- تپه ۳۰۳ (۱۳۵۶) - نمایش داده نشد

### بازیگر

#### تلویزیون
| سال  | نام مجموعه           | سمت          | کارگردان                   | توضیحات                      |
| ---- | -------------------- | ------------ | -------------------------- | ---------------------------- |
| ۱۴۰۲ | هفت سر اژدها         | بازیگر       | ابوالقاسم طالبی            | شبکه سه                      |
| ۱۴۰۰ | موج اول              | بازیگر       | سید امیر سجاد حسینی        | شبکه سه                      |
| ۱۳۹۸ | از یادها رفته        | بازیگر       | بهرام بهرامیان             | شبکه یک                      |
| ۱۳۹۷ | نزدیکی‌های بهشت       | بازیگر       | حسن هدایت                  | شبکه یک                      |
| ۱۳۹۶ | هست و نیست           | بازیگر       | حسین سهیلی زاده            | شبکه دو                      |
| ۱۳۹۵ | هشت و نیم دقیقه      | بازیگر       | شهرام شاه‌حسینی             | شبکه دو                      |
| ۱۳۹۵ | دوردست‌ها             | بازیگر       | جواد ارشاد                 | شبکه یک                      |
| ۱۳۹۴ | معمای شاه            | بازیگر       | محمدرضا ورزی               | شبکه یک                      |
| ۱۳۹۴ | تعبیر وارونه یک رؤیا | بازیگر       | فریدون جیرانی              | شبکه یک                      |
| ۱۳۹۳ | هفت‌سنگ               | بازیگر مهمان | علیرضا بذرافشان            | شبکه سه                      |
| ۱۳۹۲ | داوران               | بازیگر مهمان | احمد امینیبیژن میرباقری    | شبکه دو                      |
| ۱۳۸۹ | مختارنامه            | بازیگر       | داوود میرباقری             | شبکه یک                      |
| ۱۳۸۸ | خسته دلان            | بازیگر       | سیروس الوند                | شبکه یک                      |
| ۱۳۸۷ | بچه‌های بهشت          | بازیگر       | خسرو معصومی                | شبکه دو                      |
| ۱۳۸۷ | شیخ بهایی            | بازیگر       | شهرام اسدی                 | شبکه دوم                     |
| ۱۳۸۵ | گلریزان              | بازیگر       | مسعود رشیدی                | شبکه یک                      |
| ۱۳۸۴ | کلانتر ۲             | بازیگر       | محسن شاه محمدی             | شبکه یکاپیزود مسافر خوشبختی  |
| ۱۳۸۴ | پایان نمایش          | بازیگر       | بهمن زرین‌پور               | شبکه یک                      |
| ۱۳۸۴ | پدرخوانده            | بازیگر       | محمدرضا ورزی               | شبکه یک                      |
| ۱۳۸۳ | هنگامه               | بازیگر       | مجید جوانمرد               | شبکه یک                      |
| ۱۳۸۳ | فرار بزرگ            | بازیگر       | محمدحسین لطیفی             | شبکه سه                      |
| ۱۳۸۲ | چهل سرباز            | بازیگر       | محمد نوری‌زاد               | شبکه دو                      |
| ۱۳۸۰ | دیوار شیشه ای        | بازیگر       | مهدی صباغ‌زاده              |                              |
| ۱۳۷۴ | راهیان               | بازیگر       | علی بیابانی                | شبکه یک                      |
| ۱۳۷۳ | پدرسالار             | بازیگر       | اکبر خواجویی               | شبکه دو                      |
| ۱۳۷۲ | میثاق خون            | بازیگر       | حسین مختاری                | شبکه یک                      |
| ۱۳۷۲ | حماسه ایثار          | بازیگر       | کاظم بلوچی                 | شبکه یک                      |
| ۱۳۷۲ | خورشید بر خاک        | بازیگر       | حسین مختاری                | شبکه یک                      |
| ۱۳۷۱ | آخرین ایستگاه        | بازیگر       | حسین پهلوان نشانمصطفی راور | شبکه دو                      |
| ۱۳۷۰ | بچه‌های وشان          | بازیگر       | بهرام کاظمی                | برنامه کودک و نوجوان شبکه دو |
| ۱۳۷۰ | ماجرا                | بازیگر       | سیاوش دولت‌سرایی            |                              |
| ۱۳۶۹ | مسافران دره انار     | بازیگر       | یدالله نوعصری              | شبکه دو                      |
| ۱۳۶۸ | عقیق                 | بازیگر       | حمید تمجیدی                | شبکه دو                      |
| ۱۳۶۸ | ایستادن در باد       | بازیگر       | سیاوش دولت‌سرایی            | شبکه دو                      |
| ۱۳۶۸ | راز                  | بازیگر       | قاسم سیف                   | شبکه یک                      |
| ۱۳۶۷ | هشت بهشت             | بازیگر       | اکبر خواجویی               | شبکه دو                      |
| ۱۳۶۰ | تابستان سال آینده    | بازیگر       | کیومرث پوراحمد             |                              |
| ۱۳۵۶ | غارتگران             | بازیگر       | محمد متوسلانی              | تلویزیون ملی ایران           |

#### سینمایی
- ایستگاه سلام (۱۳۹۹)
- کارزار (۱۳۹۸)
- شین (۱۳۹۷)
- مردی بدون سایه (۱۳۹۷)
- آن‌ها (۱۳۹۴)
- دلتنگی‌های عاشقانه (۱۳۹۱)
- گیرنده (۱۳۹۰)
- گلوگاه (۱۳۸۹)
- ملک سلیمان (۱۳۸۷)
- نطفه شوم (۱۳۸۷)
- دختری به نام تندر (۱۳۷۹)
- راز شب بارانی (۱۳۷۹)
- دلباخته (۱۳۷۸)
- سفر پرماجرا (۱۳۷۴)
- یک داستان واقعی (۱۳۷۴)
- خط آتش (۱۳۷۳)
- در کمال خونسردی (۱۳۷۳)
- روز واقعه (۱۳۷۳)
- سمفونی تهران (۱۳۷۳)
- همسر (۱۳۷۲)
- حمله خرچنگ‌ها(۱۳۷۱)
- آقای بخشدار (۱۳۷۰)
- اوینار (۱۳۷۰)
- مخترع ۲۰۰۱ (۱۳۷۰)
- مسافران دره انار (۱۳۷۰)
- دو فیلم با یک بلیت (۱۳۶۹)
- گل سرخ (۱۳۶۸)
- دوران سربی (۱۳۶۷)
- آن‌سوی آتش (۱۳۶۶)
- شاید وقتی دیگر (۱۳۶۶)
- ملاقات (۱۳۶۵)
- جدال (۱۳۶۴)
- بی‌بی چلچله (۱۳۶۳)
- تاتوره (۱۳۶۳)
- پرونده (۱۳۶۲)
- شجاعان ایستاده می‌میرند (۱۳۵۹)
- چریکه تارا (۱۳۵۷)
- آب (۱۳۵۳)
- عروس پابرهنه (۱۳۵۳)
- گروگان (۱۳۵۳)
- کج کلاخان (۱۳۵۲)
- مروارید (۱۳۵۲)
- توبه (۱۳۵۱)
- ظفر (۱۳۵۱)
- مردی در طوفان (۱۳۵۱)
- مردان خشن (۱۳۵۰)

### دوبله
- رسالت
- مادر
- جنگجویان کوهستان
- در برابر باد
- ایکیو-سان
- دامبو
- رابین هود
- پرنده‌باز آلکاتراز (فیلم)
- مدیر کل
- سرنوشت یک مبارز
- سرزمین آهن
- دونگ یی
- شجاع دل
- داستان اسباب بازی) در نقش گروهبان
- جنون سرعت در نقش افسر پلیس
- پهلوانان در نقش خواجه ارغون
- افسانه جومونگ در نقش پزشک‌دربار
- تام‌و جری ۱۹۹۵ در نقش دکتر آزمایشگاه حیوانات
- جانگو آزادشده در دوبله صداوسیما اوایل فیلم و گویندگی در نقش برادر (راسکو) و همچنین در نقش (راجر بریتل) را صحبت کرده.